# 오요한
오요한(吳耀漢, 1939년 12월 17일 ~ 2023년 4월 9일)은 중국 광둥성에서 출생하고 홍콩에서 활동한 영화 배우이자 영화 제작자이다.

## 개요
홍콩의 영화배우.

## 활동
중국 광동성 출신으로 홍콩에서 영화배우로 활약했다. 조연 위주로 많이 활약했으며 가장 전형적인 감초 연기자의 표본이다. 성룡, 홍금보, 유덕화, 주성치, 허관걸 등 많은 배우들과 같이 연기했다. 홍콩 영화를 많이 본 팬들이라면 이름은 기억하지 못하더라도 이 사람의 얼굴만 봐도 아하, 그 사람!이라며 감탄할 정도로 홍콩 영화에 감초 역할로 많이 등장한 인물이다.
초급학교패왕의 리처드는 그의 영어식 이름인 리처드 응(Richard Ng)을 그대로 쓴 것이다. 이 '리처드' 캐릭터는 원판인 스트리트 파이터 2에서는 블랑카의 역할이다.
젊은 시절 영국에서 유학하는 경험이 있으며 1997년 영국으로 이주했다. 아예 중국에서 홍콩을 거쳐 영국으로 귀화한 것으로 보였지만 아내 수잔은 영국인이며 이소룡이 단골로 다니는 미용실을 운영했다. 늘 코믹하고 우스꽝스러운 모습에 가려졌지만 젊은 시절 상의탈의한 장면을 봐도 탄탄한 근육을 자랑했다.
귀화 이후 작품 활동이 없다가 2013년에 난데없이 강시: 리거모티스에서 강시로 나왔다. 나이 탓에 대머리로 나와 잘 알아보기 힘들었는데 이후에도 왕성한 활동을 펼쳤으나 2021년부터 평소에 앓던 심장병의 악화로 투병하다가 2023년 4월 9일 사망했다.

## 영화 출연작
- 《오복성》(奇謀妙計 五福星, Winners and Sinners, 1983) - 빨대 역(役)
- 《쾌찬차》(快餐車: Wheels On Meals, 1984)
- 《신용 쌍향포》(神勇雙響炮, Pom Pom, 1984)
- 《쌍룡출해》(雙龍出海, The Return of Pom Pom, 1984)
- 《지용삼보》(智勇三寶, Mr. Boo Meets Pom Pom, 1985)
- 《시래운전》(時來運轉, Those Merry Souls, 1985)
- 《복성고조》(福星高照, My Lucky Stars, 1985)
- 《복성고조2》(夏日福星, Twinkle, Twinkle Lucky Stars, 1985)
- 《오복성 2》 1991년
- 《절대쌍교》 1992년 - 쌍존
- 《의천도룡기》 1993년 - 청익복왕 위일소 역
- 《스트리트 파이터》 1993년
- 《개대환희》 1993년
- 《추남자》(追男仔: Boys Are Easy 1993) - 오한 역
- 《양조위의 류망의생》 1995년
- 《종생대사》 1995년
- 《황비홍 6: 서역웅사》(黃飛鴻 之 西域雄獅: Once Upon A Time In China And America, 1997) - 한 아저씨 역
- 《첨밀밀 3 - 소살리토》(一見鍾情, Love At First Sight, 2000) - 로버트 역
- 《강호고급》(江湖告急, Jiang Hu: The Triad Zone, 2000)
- 《아저씨 우리 결혼할까요?》(我老婆唔夠秤, My Wife Is 18, 2002) - 교수 역
- 《강시: 리거모티스》(强屍: Rigor Mortis, , 2013) - 동씨 아저씨 역
- 《뱀파이어 클린업 디파트먼트》(救殭清道夫, Vampire Cleanup Department, 2017) - 충 역

## 외루 링크
- (영어) 오요한 - 인터넷 영화 데이터베이스